# Ґрабовська-Воля (Пшисуський повіт)
Ґрабовська-Воля (пол. Grabowska Wola) — село в Польщі, у гміні Потворув Пшисуського повіту Мазовецького воєводства.
Населення — 255 осіб (2011).
У 1975-1998 роках село належало до Радомського воєводства.

## Демографія
Демографічна структура станом на 31 березня 2011 року:
|          | Загалом | Допрацездатний вік | Працездатний вік | Постпрацездатний вік |
| -------- | ------- | ------------------ | ---------------- | -------------------- |
| Чоловіки | 131     | 20                 | 95               | 16                   |
| Жінки    | 124     | 32                 | 67               | 25                   |
| Разом    | 255     | 52                 | 162              | 41                   |